# Melmastia
Melmastia, u hospitalidad, es el requisito que el código ético pashtunwali impone a todos los pastunes hacia los demás, ya sean extraños o miembros de la propia tribu. La melmastia requiere hospitalidad y respeto profundo para todos los visitantes, independientemente de las distinciones de raza, religión, afiliación nacional y estatus económico y hacerlo sin ninguna esperanza de remuneración o favor. Los pastunes harán todo lo posible para mostrar su hospitalidad.
Elphinstone en 1815 observó: "La característica más notable de los afganos es su hospitalidad. La práctica de esta virtud es tanto un punto de honor nacional, que su reproche a un hombre inhóspito es que no tiene pashtunwali". (Elphinston 1969: 226).
La hospitalidad con los extraños es una obligación y se ofrece de forma gratuita, sin esperar reciprocidad. Pero la hospitalidad a los parientes o miembros de la tribu pone al receptor en una obligación recíproca, acompañada del "temor de que no esté en condiciones de devolverlo adecuadamente cuando la ocasión lo requiera".